# Plány válčících států
Plány válčících států či Intriky válčících států (čínsky v českém přepisu Čan-kuo-cche, pchin-jinem Zhànguócè, znaky zjednodušené 战国策, tradiční 戰國策) je čínská historická kniha obsahující příběhy, řeči, promluvy a dialogy panovníků a úředníků čínských států týkající se událostí 5. – 3. století př. n. l.

## Kniha
Kniha je sbírkou výkladů a dialogů panovníků a jejich rádců, obsahuje též několik příběhů. Sestavil ji z povícera textů chanské císařské knihovny knihovník Liou Siang (asi 77 – 6 př. n. l.). Časem se polovina sbírky ztratila, opětně ji zrekonstruoval Ceng Kung (1019–1083).
Je podobná Promluvám ze států, stejně jako ona je uspořádána podle států. Jejím ideologickým základem není konfucianismus, ale spíše pragmatismus, nebyla proto pojata do konfuciánského kánonu.